# Rengershausener Mühle
Die Rengershausener Mühle steht bei Lüxheim im Kreis Düren am Neffelbach.
Die Mühle liegt direkt an der Gemeindegrenze zu Nörvenich und der Gemarkungsgrenze nach Eggersheim. Sie ist erstmals 1502 als Getreidemühle am Neffelbach bei Joester UB erwähnt (Item 6 morgen an Rengershusen moelen. Item dye moelen zoe Rengershusen heyt yn unß gotzhuyss zeynden.). 1803 wurde die Mühle dem französischen Gouvernement abgekauft. Sie hatte ein unterschlächtiges Wasserrad und beschäftigte zwei Arbeiter. Die beiden Mahlgänge konnten nur abwechselnd gebraucht werden. 1820 war ein Siepen aus Rengershausen Besitzer und 1830 Peter Macherey zu Rengershausen. Mühlanlagen bestehen keine mehr.